# Sombrero de bruja

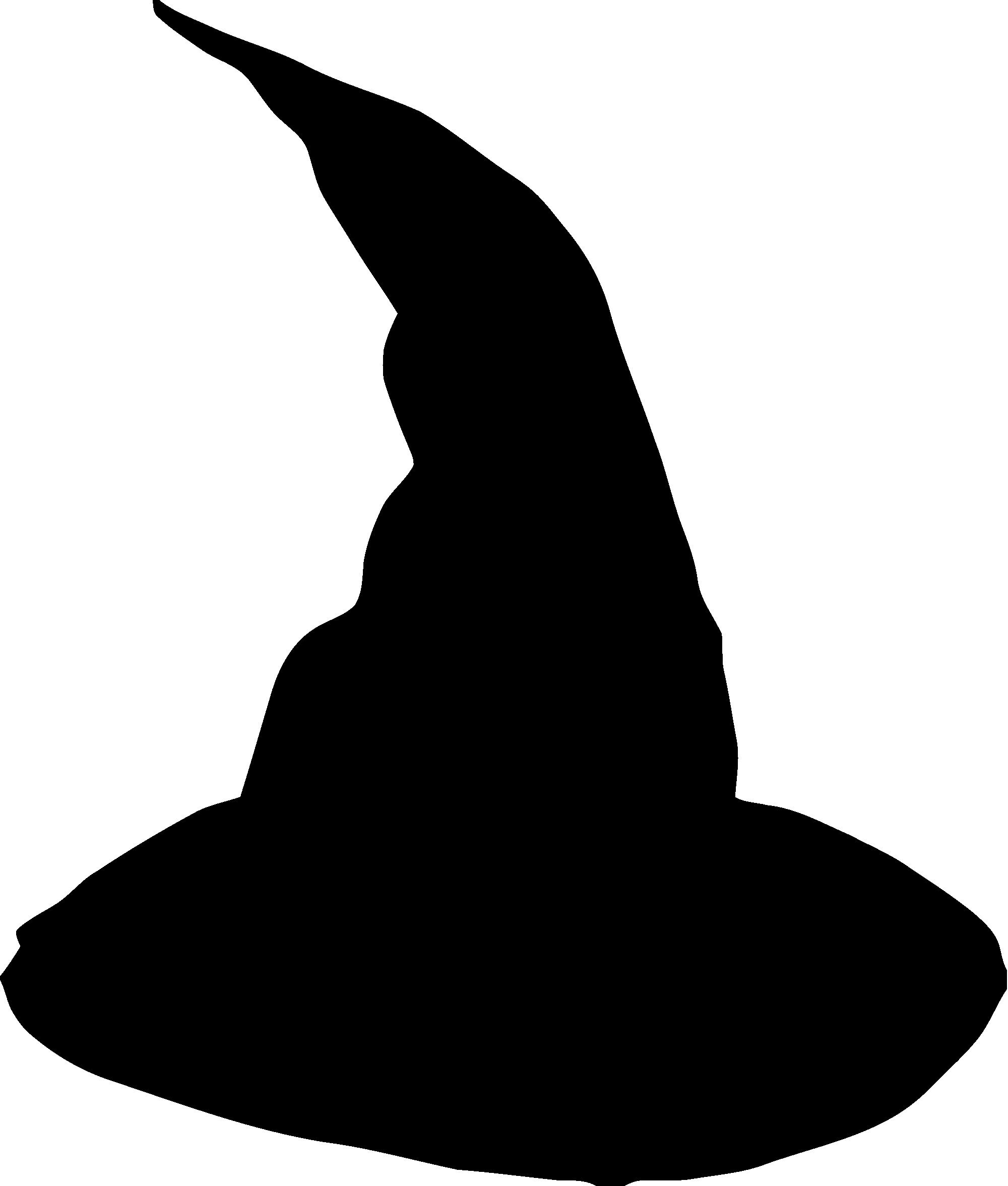
El sombrero de bruja como es representado en la cultura moderna.

Un sombrero de bruja es un estilo de sombrero llevado por brujas en sus representaciones de la cultura popular, caracterizado por una copa puntiaguda y ala ancha.
De según qué material esté hecho el sombrero, la copa regularmente puede ser observada flexionada, mostrando una condición doblada o ajada. 

## Orígenes y diseño

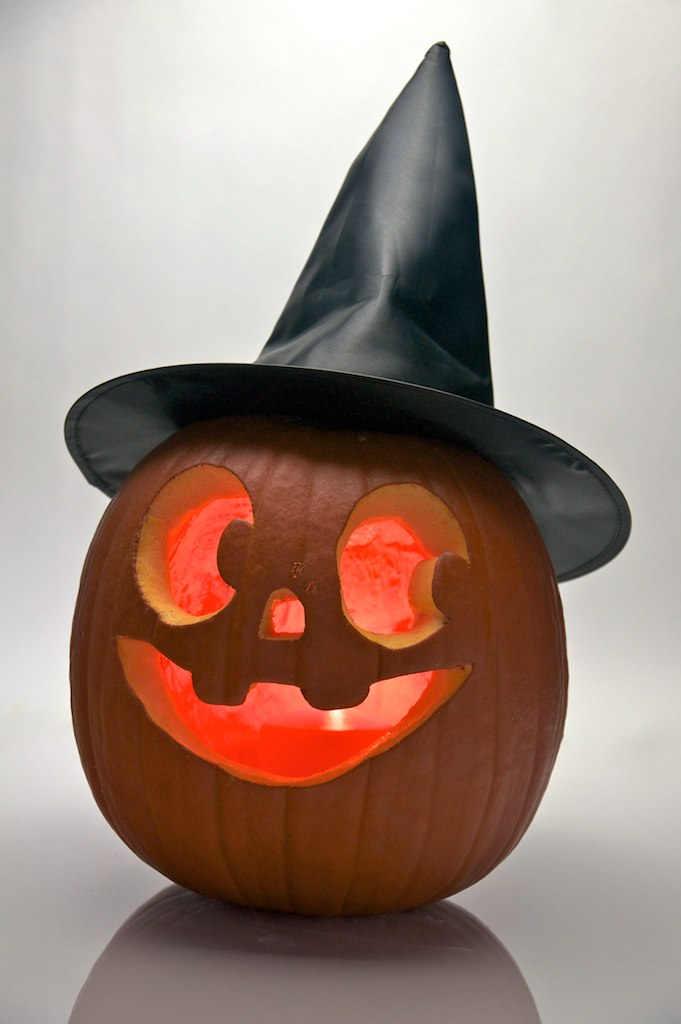
Calabaza de Halloween con un arquetípico sombrero de bruja.

Los orígenes del sombrero de bruja tal como se muestra hoy es discutido. Una teoría es que la imagen procede del antisemitismo: en 1215, el IV Concilio de Letrán emitió un edicto por el que todos los judíos debían identificarse con un sombrero, un gorro apuntado llamado Judenhat. Potencialmente, este estilo de sombrero se asoció luego con la magia negra, la adoración a Satanás y otros actos de los cuales eran acusados los judíos. Una teoría similar postula que la imagen del arquetípico sombrero de bruja nació del prejuicio anticuáquero. A pesar de que los sombreros tradicionalmente llevados por los cuáqueros tenían la copa troncocónica y no puntiaguda, eran un foco de controversia cultural en Nueva Inglaterra, y es probable que la reacción de los puritanos contra los cuáqueros en el siglo XVIII contribuyera a incluir los sombreros cuáqueros en parte de la iconografía de lo demoníaco. Otra hipótesis propone que el sombrero de bruja se originó del portado por las alewife británicas, mujeres que elaboraban cerveza en casa para su venta. Según esta sugerencia, sus sombreros obtuvieron connotaciones negativas cuando la industria cervecera, dominada por hombres, acusó a las alewives de vender cerveza diluida o contaminada. En combinación con la sospecha general de que ciertas mujeres con conocimientos de herbología trabajaban en un ámbito ocultista, el sombrero de alewife podría haberse asociado con la brujería.
L. Frank Baum en su novela de 1900 El maravilloso mago de Oz presentó ilustraciones que retratan a la Bruja Mala del Oeste con un sombrero negro alto y cónico. Este accesorio fue llevado en su adaptación cinematográfica de 1939, por la actriz Margaret Hamilton en su papel de la Bruja, cuya figura se volvió icónica. 

## En los medios de comunicación
Este sombrero ha sido llevado por los siguientes personajes de ficción:
- La Bruja Mala del Oeste, de El maravilloso mago de Oz, 1900.
- Gandalf, de El hobbit, 1937 y El Señor de los Anillos, 1954-1955.
- Jennifer (Veronica Lake), en  Me casé con una bruja, 1942.
- Samantha Stephens, en Embrujada, 1964.
- Orko, de He-Man and the Masters of the Universe, 1983.
- Minerva McGonagall, en Harry Potter (la historia incluye un sombrero mágico de este tipo), 1997.

Del cuarto episodio de la tercera temporada de la serie Charmed, se explica que el sombrero se utiliza como un punto espiritual que ayuda a su portador a canalizar su magia y mantenerlo concentrado.